# Dolomedes ohsuditia
Dolomedes ohsuditia är en spindelart som beskrevs av Kishida 1936. Dolomedes ohsuditia ingår i släktet Dolomedes och familjen vårdnätsspindlar. Inga underarter finns listade i Catalogue of Life.